# Lupinus celsimontanus
Lupinus celsimontanus är en ärtväxtart som beskrevs av Charles Piper Smith. Lupinus celsimontanus ingår i släktet lupiner, och familjen ärtväxter. Inga underarter finns listade i Catalogue of Life.